# Zespół Pieśni i Tańca „Igloopolanie”
Zespół Pieśni i Tańca „Igloopolanie” – polski zespół folklorystyczny, założony w 1978 roku w Dębicy z inicjatywy dyrektora Kombinatu Rolno-Przemysłowego „Igloopol” Edwarda Brzostowskiego. Siedziba zespołu znajduje się w Domu Kultury „Mors” w Dębicy.

## Historia Zespołu
Zespół Pieśni i Tańca „Igloopolanie” zyskał swoją nazwę od nazwy kombinatu, który przez 17 lat był jego patronem. KRP „Igloopol” wybudował w Dębicy zakładowy Dom Kultury i Nauki „Mors”, który mieścił jedną z największych ówcześnie sal widowiskowych na południu Polski (mieściła 1200 widzów). Organizacji tworzenia „Igloopolan” podjął się ówczesny zastępca dyrektora domu kultury – Ireneusz Siwiak. Pierwszym choreografem zespołu został Kazimierz Górczak, natomiast do zajęć muzycznych i wokalnych zostali zaangażowani znani muzycy: Edward Wodzień, Ludwik Tyrpin i Emil Kozioł. Od 1991 roku choreografem i kierownikiem artystycznym jest Romuald Kalinowski.
Urzeczywistnić pomysł utworzenia zespołu Edwardowi Brzostowskiemu pomogli wysokiej klasy specjaliści, tacy jak Franciszek Duszlak, Ignacy Wachowiak, Jan Mejza, Daniela Nawrocka oraz ówczesna dyrektorka i kierowniczka artystyczna ZPiT „Mazowsze” – Mira Zimińska-Sygietyńska.
Pierwszy publiczny koncert Zespołu Pieśni i Tańca „Igloopolanie” odbył się w 1979 roku podczas VII Ogólnopolskich Spotkań Folklorystycznych w Mielcu. Od tej pory zaczęto wzbogacać repertuar i wkrótce później zespół mógł zaprezentować pełnospektaklowy program.

Najświetniejszym okresem działalności zespołu była pierwsza połowa lat osiemdziesiątych. W wydawanym wówczas periodyku Igloopol można było przeczytać: 
Igloopolanie liczą zatem u progu nowego 1986 roku, blisko 300 członków [...]. Reprezentacyjny balet – zespół taneczny liczy ich 30, siedemdziesięciu jest w zapasie dzielnie rywalizując o wejście do pierwszej reprezentacji.
Orkiestra składała się z 20-26 instrumentalistów, natomiast w chórze śpiewało około 30 osób.
Od 1995 roku patronat nad zespołem sprawuje Miejski Ośrodek Kultury w Dębicy. Celem zespołu jest przede wszystkim upowszechnianie polskiego dorobku kultury narodowej, w szczególności ludowej, a tym samym rozwijanie w młodych pokoleniach wrażliwości kulturowej i świadomości bogactwa dziedzictwa narodowego.
Wysokie umiejętności artystyczne zespołu podkreślają stroje ludowe wykonane przez profesjonalne pracownie w zgodzie z autentycznymi wzorami i barwami. Garderoba zespołu jest jedną z najbogatszych na Podkarpaciu. Znajdziemy w niej m.in: szlacheckie kontusze, stroje krakowskie, łowickie, rzeszowskie, krośnieńskie, wielkopolskie, cieszyńskie, lubelskie, opoczyńskie, śląskie, sądeckie, górali żywieckich oraz kostiumy z okresu Księstwa Warszawskiego. Jak pisze w książce „Igloopolanie” – dębiccy ambasadorowie folkloru Edward Wodzień – „Już w 1983 roku organizatorzy festiwalu folklorystycznego w Montguyon, w okolicznościowym folderze informowali publiczność festiwalowych koncertów pisząc, że Igloopolanie posiadają około trzystu pięknych kostiumów.”
Zespół jest członkiem C.I.O.F.F. – Międzynarodowej Rady Stowarzyszeń Folklorystycznych, Festiwali i Sztuki Ludowej. Polska sekcja tej rady wielokrotnie przyznawała Zespołowi certyfikat upoważniający go do reprezentowania Polski na scenach krajowych i zagranicznych.

## Repertuar
W swoim repertuarze „Igloopolanie” mają pieśni i tańce narodowe oraz  różnych regionów kraju. Wizytówką zespołu są oberki, polki, mazury oraz polonezy.
Reprezentacja:
- Suita tańców rzeszowskich
- Krakowiak Narodowy
- Suita podlaska
- Hopak
- Widowisko z okresu Księstwa Warszawskiego
- Kujawiak z oberkiem
- Tańce spiskie
- Suita Tańców Górali żywieckich
- Suita Opoczyńska
- Suita Cieszyńska
- Mazur z opery „Straszny Dwór”
- Suita Sądecka
- Tańce Wielkopolskie
- Tańce Krośnieńskie
- Tańce Łowickie

Grupa dziecięca starsza i młodzieżowa:
- Tańce Dawnej Warszawy
- Suita Sądecka
- Suita Tańców Górali żywieckich

Grupa średnia dziecięca:
- Suita lubelska
- Krakowiak Narodowy
- Suita śląska

Grupa najmłodsza:
- Tańce Kaszubskie
- Suita tańców ziemi rzeszowskiej

## Struktura zespołu
Na zespół składa się:
- Reprezentacja

- Grupa Młodzieżowa

- „Mali Igloopolanie” – Grupa Starsza, Średnia i Najmłodsza

- Kapela

### Członkowie
W 2023 roku zespół liczył blisko 170 osób tańczących, śpiewających i grających – dzieci, młodzieży i dorosłych. Członkowie zespołu są amatorami i entuzjastami tańców ludowych. Przez lata działalności przewinęło się przez Zespół kilka pokoleń tancerzy i muzyków. Dziś wielu młodych tancerzy „Małych Igloopolan” to córki i synowie byłych tancerzy reprezentacji. 
Z zespołem pracowali lub wciąż pracują: 
- Romuald Kalinowski – kierownik artystyczny, choreograf

- Andrzej Jakubowski – przygotowanie wokalne

- Zenon Piękoś – akompaniator grup dziecięcych

- Stanisław Wiktor – kierownik muzyczny, kierownik kapeli, akompaniator

- Magdalena Białorucka-Ogorzelec – przygotowanie wokalne, chórmistrz

- Kamil Piękoś – akompaniator grup dziecięcych

- Krystyna Wiktor – przygotowanie kostiumów

- Zdzisław Worek – kierownik zespołu

- Kacper Jurek – choreografia i przygotowanie grup dziecięcych

- Kinga Jurek – choreografia i przygotowanie grup dziecięcych, kierownik zespołu

## Kalendarium wydarzeń artystycznych i wyjazdów poza granice kraju
Zespół Pieśni i Tańca „Igloopolanie” ma za sobą nagrania radiowe telewizyjne i setki koncertów na różnorodnych festiwalach, przeglądach i uroczystościach. Od 1981 roku prawie corocznie wyjeżdżał na koncerty zagraniczne. Kilkakrotnie występował we Francji, Belgii, Turcji, Słowacji, Holandii. Koncertował też na Korsyce, Sardynii, Sycylii, w Ukrainie, Węgrzech, Chorwacji. Odwiedził również Rosję, Niemcy, Austrię, Estonię, Szwecję, Albanię, Bułgarię.
- 1981 – udział w Międzynarodowych Festiwalach Folklorystycznych we Francji, w Montguyon („Mondifolk”), Ajacco, Lelavendon oraz w Saint Romain, ponadto koncert dla mieszkańców miasta Clermont-Ferrannt, Foix, Agen i Rochefort. A także koncert dla Polonii w Lille i Rochefort.
- 1982 – otwarcie Międzynarodowych Targów Rolnych „Nitra” w Czechosłowacji, udział w Dniach Kultury Polskiej w 1982 roku w Bratysławie
- 1983 – ponowny udział w Międzynarodowych Festiwalach Folklorystycznych w: Montguyon, Międzynarodowych Festiwalach Folklorystycznych w Le Lavendou oraz w La Boule, a także koncerty w miastach: Cell sur Mere, Foix, Agen, Rochefort, Morleix, Vannea i Bretogne
- 1984 – wyjazd do Czechosłowacji, gdzie „Igloopolanie” po raz drugi otwierają Międzynarodowe Targi Rolne w Nitrze oraz występują z okazji zdobycia przez Kombinat Rolno-Przemysłowy „Igloopol” I nagrody. W tym samym roku wyjazd na Węgry i występ z okazji otwarcia muzeum Sandora Petofiego
- 1985 – udział w Międzynarodowym Festiwalu Folklorystycznym w Agrigento na Sycylii. Ponadto koncert dla papieża Jana Pawła II w Rzymie oraz udział w Międzynarodowym Festiwalu w Belgii (Bonhaiden i Bruksela)
- 1986 – udział w Międzynarodowym Festiwalu Folklorystycznym w Turcji (Bursa) oraz występy z okazji Dni Kultury Polskiej na Węgrzech (Nikole i Budapeszt), a także w ZSRR (Żytomierz)
- 1987 – wyjazd do RFN i koncerty dla mieszkańców miast Bittburg i Mannheim. Wyjazd do Belgii i koncerty w Puurs, Bonhaiden, Brukseli i Antwerpii
- 1988 – wyjazd do Włoch: występ w Agrigento i drugi koncert dla papieża Jana Pawła II. Zespół występuje także ponownie dla polskiej publiczności w La Boule we Francji
- 1989 – udział w Międzynarodowym Festiwalu Folklorystycznym we Lwowie, wyjazd do Sztokholmu na zaproszenie TETRA PAK
- 1990 – ponowny udział w Międzynarodowym Festiwalu Folklorystycznym w Saint Romain we Francji oraz wyjazd do Estonii i koncert w Tallinie
- 1992 – udział w Międzynarodowym Festiwalu Folklorystycznym w Bursie w Turcji
- 1995 – udział w Międzynarodowym Festiwalu Folklorystycznym w: Brukseli (Belgia) oraz Bretanii (Francja)
- 1996 – udział w Międzynarodowym Festiwalu Folklorystycznym w Amsterdamie (Holandia)
- 1997 – udział w Międzynarodowym Festiwalu Folklorystycznym w Salzburgu (Austria)
- 1998 – Międzynarodowy Festiwal Folklorystyczny w Sassani oraz koncert dla mieszkańców miasta Nuovo we Włoszech
- 1999 – wyjazd zespołu do Belgii i Holandii oraz koncerty w Bonhaiden, Puurs i Sivo-Odorn
- 2001 – udział w Międzynarodowym Festiwalu Folklorystycznym w Bursie (Turcja)
- 2002 – uświetnienie wizyty Prezydenta RP Aleksandra Kwaśniewskiego, który odsłaniał pomnik Chopina w Tiranie (Albania) oraz koncert w filharmonii
- 2005 – udział w Międzynarodowym Festiwalu Folklorystycznym Nessebar (Bułgaria)
- 2010 – udział w Międzynarodowym Festiwalu Folklorystycznym w Puurs (Belgia)
- 2015 – udział w Międzynarodowym Festiwalu Folklorystycznym na Węgrzech
- 2016 – udział w Festiwalu Folklorystycznym Tańca Ludowego „Ponesi opanke” w Belgradzie (Serbia)
- 2017 – obchody 30-lecia Towarzystwa Polsko-Belgijskiego z obchodami 725-lecia miasta Puurs
- 2018 – występy na Międzynarodowym Festiwalu Blue Diamond Events w Pradze (Czechy)
- 2019 – udział w Międzynarodowym Festiwalu Folklorystycznym w Poreč w Chorwacji
- 2022 – udział w Międzynarodowym Festiwalu Folklorystycznym w Zaton w Chorwacji oraz koncert galowy w mieście partnerskim Biograd nad Moru

## Nagrody otrzymane przez „Igloopolan”

### ZPiT „Igloopolanie”
- 1995 – Grand Prix na Międzynarodowym Festiwalu Folklorystycznym w Bonheiden (Belgia)
- 2002 – Grand Prix na XIII Międzynarodowych Spotkaniach Folklorystycznych w Żywcu
- 2002 – Grand Prix na Międzynarodowym Festiwalu Folklorystycznym w Puurs, Bonheiden (Belgia)
- 2006 – Grand Prix na Międzynarodowym Festiwalu w Nesseber (Bułgaria)
- 2006 – Grand Prix na Międzynarodowym Festiwalu Folklorystycznym w Strzegomiu
- 2010 – Grand Prix na Międzynarodowym Festiwalu Folklorystycznym w Bonheiden (Belgia)

#### I miejsca
- 1981 – Międzynarodowy Festiwal Folklorystyczny w Montguyon (Francja)
- 1983 – Międzynarodowy Festiwal Folklorystyczny w Montguyon (Francja)
- 1986 – Międzynarodowy Festiwal Folklorystyczny w Bursie (Turcja)
- 1987 – Międzynarodowy Festiwal Folklorystyczny w Bonheiden (Belgia)
- 1988 – Międzynarodowy Festiwal Folklorystyczny w Le Lavandou (Francja)
- 2002 – Podkarpacki Festiwal Zespołów Dziecięcych i Młodzieżowych “O Laur Rzecha” w Rzeszowie
- 2004 – II Ogólnopolski Festiwal Zespołów Tanecznych „O Laur Rzecha” w Rzeszowie
- 2005 – XII Mikołajkowe Spotkania Taneczne w Krośnie
- 2006 – IV Ogólnopolski Festiwal Zespołów Tanecznych „O Laur Rzecha” w Rzeszowie
- 2007 – V Ogólnopolski Festiwal Zespołów Tanecznych „O Laur Rzecha” w Rzeszowie

#### II miejsca
- 1985 – Międzynarodowy Festiwal Folklorystyczny w Agrigento (Sycylia, Włochy)
- 2007 – Konkurs im. M. Kosińskiego o Grand Prix Polskiej Sekcji CIOFF w Poznaniu
- 2007 – IV Ogólnopolski Festiwal Tańców Lubelskich „Godel” w Puławach

#### Wyróżnienia
- 1985 – Międzynarodowy Festiwal Folklorystyczny w Edegem (Belgia)
- 1985 – Międzynarodowy Festiwal Folklorystyczny w Reims (Francja)
- 1989 – Międzynarodowy Festiwal Folklorystyczny w Malmö (Szwecja)
- 1990 – Międzynarodowy Festiwal Folklorystyczny w Morlaix (Francja)
- 1992 – Międzynarodowy Festiwal Folklorystyczny w Bandirmie (Turcja)
- 1994 – Międzynarodowy Festiwal Folklorystyczny w Trenczynie (Słowacja)
- 1994 – Międzynarodowy Festiwal Folklorystyczny w Edirne (Turcja)
- 1996 – Międzynarodowy Festiwal Folklorystyczny w Nijkerk (Holandia)
- 1998 – Międzynarodowy Festiwal Folklorystyczny w Cagliari (Włochy)
- 1999 – Międzynarodowy Festiwal Folklorystyczny w Bonheiden (Belgia)
- 2001 – Międzynarodowy Festiwal Folklorystyczny w Edirne (Turcja)

#### Inne
- 2001 – Nagroda Tarnowskiej Fundacji Kultury „Uskrzydlony”
- 2003 – Nagroda Zarządu Województwa Podkarpackiego
- 2005 – Gryf Powiatu Dębickiego za promocję powiatu
- 2013 – Odznaka honorowa Ministra Kultury i Dziedzictwa Narodowego „Zasłużony dla Kultury Polskiej”
- 2018 – „Żagiel Kultury” za szczególne osiągnięcia w dziedzinie twórczości artystycznej, upowszechniania i ochrony kultury
- 2023 – Nagroda Marszałka Województwa Podkarpackiego „Znak Kultury” za szczególne osiągnięcia w dziedzinie upowszechniania kultury ludowej

### „Mali Igloopolanie” / ZPiT „Igloopolanie” – Grupa Młodzieżowa

#### I miejsca
- 2011 – Podkarpacki Przegląd Dziecięcych i Młodzieżowych Zespołów Tanecznych „Złoty Gryf” w Dębicy
- 2012 – Podkarpacki Przegląd Dziecięcych i Młodzieżowych Zespołów Tanecznych „Złoty Gryf” w Dębicy
- 2015 – VI Wojewódzki Przegląd Dziecięcych i Młodzieżowych Zespołów Tańca Ludowego „Garniec” w Łańcucie
- 2015 – IX Wojewódzki Przegląd Form Tanecznych „Pierwsze kroki” w Głogowie Małopolskim
- 2016 – XV Przegląd Zespołów Tanecznych „Pasikonik” w Mielcu
- 2017 – IX Podkarpacki Przegląd Dziecięcych i Młodzieżowych Zespołów Tanecznych „Złoty Gryf” w Dębicy

#### II miejsca
- 2015 – VII Przegląd Dziecięcych i Młodzieżowych Zespołów Tanecznych „Złoty Gryf” w Dębicy
- 2015 – XIV Przegląd Zespołów Tanecznych „Pasikonik” w Mielcu
- 2016 – IX Podkarpacki Jarmark Ludowy „Roztańczony Chorzelów” w Chorzelowie
- 2016 – XV Przegląd Zespołów Tanecznych „Pasikonik” w Mielcu
- 2017 – VIII Wojewódzki Przegląd Dziecięcych i Młodzieżowych Zespołów Tańca Ludowego „Garniec” w Łańcucie

#### III miejsca
- 2015 – VI Wojewódzki Przegląd Dziecięcych i Młodzieżowych Zespołów Tańca Ludowego „Garniec” w Łańcucie
- 2018 – Międzywojewódzki Przegląd Dziecięcych i Młodzieżowych Zespołów Tańca Ludowego „Garniec” w Łańcucie
- 2018 – XVII Przegląd Zespołów Tanecznych „Pasikonik” w Mielcu

#### Wyróżnienia
- 2011 –  Wojewódzki Przegląd Dziecięcych i Młodzieżowych Zespołów Tańca Ludowego „Garniec” w Łańcucie
- 2011 –  Wojewódzki Przegląd Dziecięcych i Młodzieżowych Form Tanecznych „Pierwsze kroki” w Głogowie Małopolskim
- 2015 – IX Wojewódzki Przegląd Form Tanecznych „Pierwsze kroki” w Głogowie Małopolskim
- 2018 – IX Międzywojewódzki Przegląd Dziecięcych i Młodzieżowych Zespołów Tańca Ludowego „Garniec” w Łańcucie

#### Nagrody po 2019 r.
- 2021 – XIII Wojewódzki Przegląd Taneczny „Roztańczona jesień” w Głogowie Małopolskim – I miejsce w I kat. wiekowej
- 2021 – XIII Wojewódzki Przegląd Taneczny „Roztańczona jesień” w Głogowie Małopolskim – II miejsce w II kat. wiekowej
- 2022 – XIV Wojewódzki Przegląd Taneczny „Roztańczona jesień” w Głogowie Małopolskim – I miejsce w I kat. wiekowej
- 2022 – XIV Wojewódzki Przegląd Taneczny „Roztańczona jesień” w Głogowie Małopolskim – I miejsce w II kat. wiekowej